# Meteor-barlang
A Meteor-barlang 1982 óta Magyarország fokozottan védett barlangjai közül az egyik. 1961-ben történt feltárásakor Magyarország legmélyebb barlangja volt. A térség legjelentősebb, időszakosan aktív víznyelője. A barlang az Aggteleki-karszt és a Szlovák-karszt többi barlangjával együtt 1995 óta a világörökség része. Az Aggteleki-karszt ötödik leghosszabb barlangja. Bódvaszilas fokozottan védett nyolc barlangja közül az egyik.

## Leírás
Az Aggteleki Nemzeti Parkban, az Aggteleki-karszton található Alsó-hegy Bódva-völgy felé néző sziklafalának aljában nyílik. A Meteor-barlang néhol omladékos járatainak befoglaló kőzete középső triász wettersteini mészkő és felső triász hallstatti mészkő. Ebben több helyen perm evaporitos összletet találni. Vízszintes kiterjedése 167 m. A lezárt barlang az Aggteleki Nemzeti Park Igazgatóság engedélyével tekinthető meg.
Az Aggteleki-karszt 5. leghosszabb barlangja, a Baradla-barlang, a Béke-barlang, a Szabadság-barlang és a Vass Imre-barlang után. Bódvaszilas fokozottan védett 8 barlangja közül az egyik, a másik 7 az Almási-zsomboly, a Frank-barlang, a Kopaszgally-oldali 2. sz. víznyelőbarlang, a Kopasz-vigasz-barlang, a Szabó-pallagi-zsomboly, a Széki-zsomboly és a Vecsembükki-zsomboly.
Előfordul a barlang az irodalmában Kisvizestöbri viznyelőn át felfedezett barlang (Bertalan 1976), Kisvizes-töbri-víznyelő (Nyerges 2003), Kis-vizes-töbri víznyelőbarlang (Kordos 1984), Meteor Cave (Kordos 1977), Vörös Meteor-barlang (Nyerges 2003) és Vörös Meteor cseppkőbarlang (Bertalan 1976) neveken is.

## Biológia
A Meteor-barlang a jelentős táplálékmennyiségű barlangok közé tartozik tág víznyelőjáratának és a víznyelőkörnyék talajadottságainak köszönhetően. Bajomi Dániel biológiai vizsgálatai során kiemelkedő eredményt ért el, mind a kimutatott taxonok, mind az egyedszám tekintetében. Az Arrhopalites hungaricus intermedius elnevezésű ugróvillás különösen nagy egyedszámban fordul elő. Bajomi két új rákfajt mutatott ki a vizekben: az Elaphoidella pseudojeannelit, illetve az E. meteorit, valamint a Magyarországon új Niphargus tatrensist. 90 állatfaj egyedeit találta meg a barlangban, melyek közül 13 volt valódi barlanglakó.

## Kutatástörténet
A Vörös Meteor Barlangkutató Szakosztály tagjai kezdték el a Kis-vizes-töbri víznyelő bontását 1961-ben Dénes György irányításával. A Meteor-barlang első bejárása 1961. augusztus 6-án történt. Első bejárói: Frojimovics Gábor és Kovács György. Útjukat semmi sem gátolta a hatalmas kőtömbök között, míg el nem értek egy mély aknához. A következő napokban a mellettük lévő víznyelőben dolgozó csoport tagjaival együtt hágcsót szereltek be a függőleges szakaszokba. Ennek segítségével egy gigantikus méretű terembe jutottak, amit Titánok csarnokának neveztek el.
A kb. 0,5 km hosszúságban feltárt barlangrendszer további kutatását november 4. és november 9. között folytatták. Winkler Mária 1961. november 8-án egy 12 m-es aknába zuhant a biztosítókötele kioldódása miatt és bár sérülése súlyos volt, hamarosan felépült. A munka és a bejárás eredményeként a rendszer Magyarország akkori legmélyebb barlangjává vált. A 150 m mély Pénz-pataki-víznyelőbarlangot előzte meg. A Meteor-barlang mélységét ekkor 155 m-nek hitték. A legújabb felmérések alapján azonban nem olyan mély a barlang mint gondolták. Ennek az eredménynek az eléréséhez egy 120 órás föld alatti expedíció is hozzájárult 1962-ben. Szentes György a bejutást követő években elvégezte a barlang geológiai vizsgálatát. Az egy km-es hosszt 1963-ban érte el a barlang.
A Kósa Attila által írt, 1964-ben kiadott, A zsombolyképződés kérdéseiről című tanulmányában meg van említve, hogy a barlang feletti területen zsomboly és beszakadás nem található. 1964 tavaszán hidrológiai módszerrel, fluoreszceines vízfestéssel sikerült tisztázni a barlang és az attól 1790 m távolságra, 237 m-rel mélyebb szinten eredő Vecsem-forrás közötti kapcsolatot. Azóta sem sikerült ember számára járható méretű összeköttetést találni közöttük, pedig mindkét irányból próbálkoztak. Lakatos László 1969. november 3-án a Titánok csarnoka alatti részben zuhant le egy hágcsóról. (Súlyos koponyasérülésébe a kórházban belehalt.) 1974-ben a Foton Barlangkutató Csoport elkészítette a barlang fénykép-dokumentációját.
Az 1976-ban befejezett és Bertalan Károly által írt kéziratban szó van arról, hogy az Alsó-hegyen, Bódvaszilason helyezkedik el a Meteor-barlang (Kisvizestöbri viznyelőn át felfedezett barlang, Vörös Meteor cseppkőbarlang). A Bódvaszilasról Szabó-pallagra tartó jelzett turistaút mellett, a Szőlősfej-kertben lévő Kis-vizes-töbörben (víznyelőben), 410 m tszf. magasságban van a barlang bejárata. A patakos karsztbarlang kb. 1 km hosszú és 110–120 m mély. Sok cseppkő, heliktit és gipszkristály van a barlangban, amelynek nagyon fejlett a víznyelője. A kézirat barlangot ismertető része 4 publikáció alapján lett írva. 1976-ban vált országos jelentőségű barlanggá az 5400-as (Aggteleki-karszt) barlangkataszteri területen lévő, bódvaszilasi Meteor-barlang.
Az 1976-ban összeállított, országos jelentőségű barlangok listájában lévő barlangnevek pontosítása után, 1977. május 30-án összeállított, országos jelentőségű barlangok listáján rajta van az Aggteleki-karszton, Bódvaszilason található barlang Meteor-barlang néven. Az 1977. évi Karszt és Barlang angol nyelvű különszámában megjelent, The longest and deepest caves of Hungary (December 31, 1975) című közleményből megtudható, hogy az Aggteleki-karszton fekvő, 500 m hosszú, 150 m mély Meteor Cave 1975. december 31-én Magyarország 26. leghosszabb és 6. legmélyebb barlangja. A 27. leghosszabb barlang (Háromkürtő-zsomboly) szintén 500 m hosszú.
Az 1977-ben kiadott és Lénárt László által összeállított kiadványban meg van említve, hogy a Marcel Loubens Barlangkutató Csoport valamikor bejárta. Az 1977. évi Karszt és Barlangban napvilágot látott, Bajomi Dániel által írt tanulmány szerint az utóbbi években csak Bajomi Dániel végzett széleskörű, egy barlangra vonatkozó állattani feldolgozást, amely az 1961-ben felfedezett Meteor-barlangban történt. Innen 90 állatfaj vált ismertté a még nem befejezett vizsgálat eredményeként. 15 Nematoda fajt gyűjtött a barlangban. Közülük a troglobiontnak tekinthető Mylonchulus cavensis fajt érdemes kiemelni. A többi Nematoda faj leginkább euryök állat, amely a felszínen is megtalálható hasonló biotópokban. Tubifex tubifex (gyűrűsféreg), Niphargus tatrensis (felemáslábú rák), Duvalites hungaricus silicensis (futóbogár), Eukoenenia austriaca vagvoelgyii (pókszabású), Porrhomma rosenhaueri (pók), Myianoetus dionychus (atka), az evezőlábú rákok közül Elaphoidella bajomii és Elaphoidella meteori él a barlangban.
Dózsa-Farkas Klára kutatásai miatt lettek ismertek a barlangban előforduló televényférgek, aki a barlangból 3 televényféreg fajt határozott meg. 9 ugróvillás rovarfaj fordul elő a barlangban, pl. az Onychiurus schoenviszkyi, Hypogastrura cavicola, Folsomia antricola és az Arrhopalites hungaricus intermedius. A tanulmányban van egy Magyarország térkép, amelyen a Magyarországon lévő, biológiailag kutatott barlangok földrajzi elhelyezkedése figyelhető meg. A térképen látható a biológiailag részletesen feldolgozott Meteor-barlang földrajzi elhelyezkedése. A folyóirat 1977. évi különszámába bekerült a tanulmány angol nyelvű változata. Ebben a tanulmányban is közölve lett a térkép, amelyen Meteor a barlang neve.
Az 1977. december 31-i állapot szerint (MKBT Meghívó 1978. május) az Aggteleki-karszton lévő és 131,7 m mély Meteor-barlang az ország 7. legmélyebb barlangja. Az 1977. évi Karszt és Barlangban megjelent összeállítás alapján, 1977. december 31-én Magyarország 28. leghosszabb barlangja az Aggteleki-karszton elhelyezkedő, 1977. december 31-én, 1976-ban és 1975-ben kb. 500 m hosszú Meteor-barlang. A 29. leghosszabb barlang (Szirén-barlang) szintén kb. 500 m hosszú. Az összeállítás szerint, 1977. december 31-én Magyarország 7. legmélyebb barlangja az Aggteleki-karszton elhelyezkedő, 1977. december 31-én és 1976-ban 131,7 m mély, 1975-ben pedig 150 m mély Meteor-barlang. Ez az összeállítás naprakészebb az 1978. májusi MKBT Meghívóban publikált listánál. Az MKBT Meghívó 1978. júniusi számában publikálva lett, hogy az 1978. májusi MKBT Meghívóban napvilágot látott, Magyarország legmélyebb és leghosszabb barlangjai című felsorolásból kimaradt, Aggteleki-karszton lévő Meteor-barlang hosszúsága Lukács László szerint 500 m.

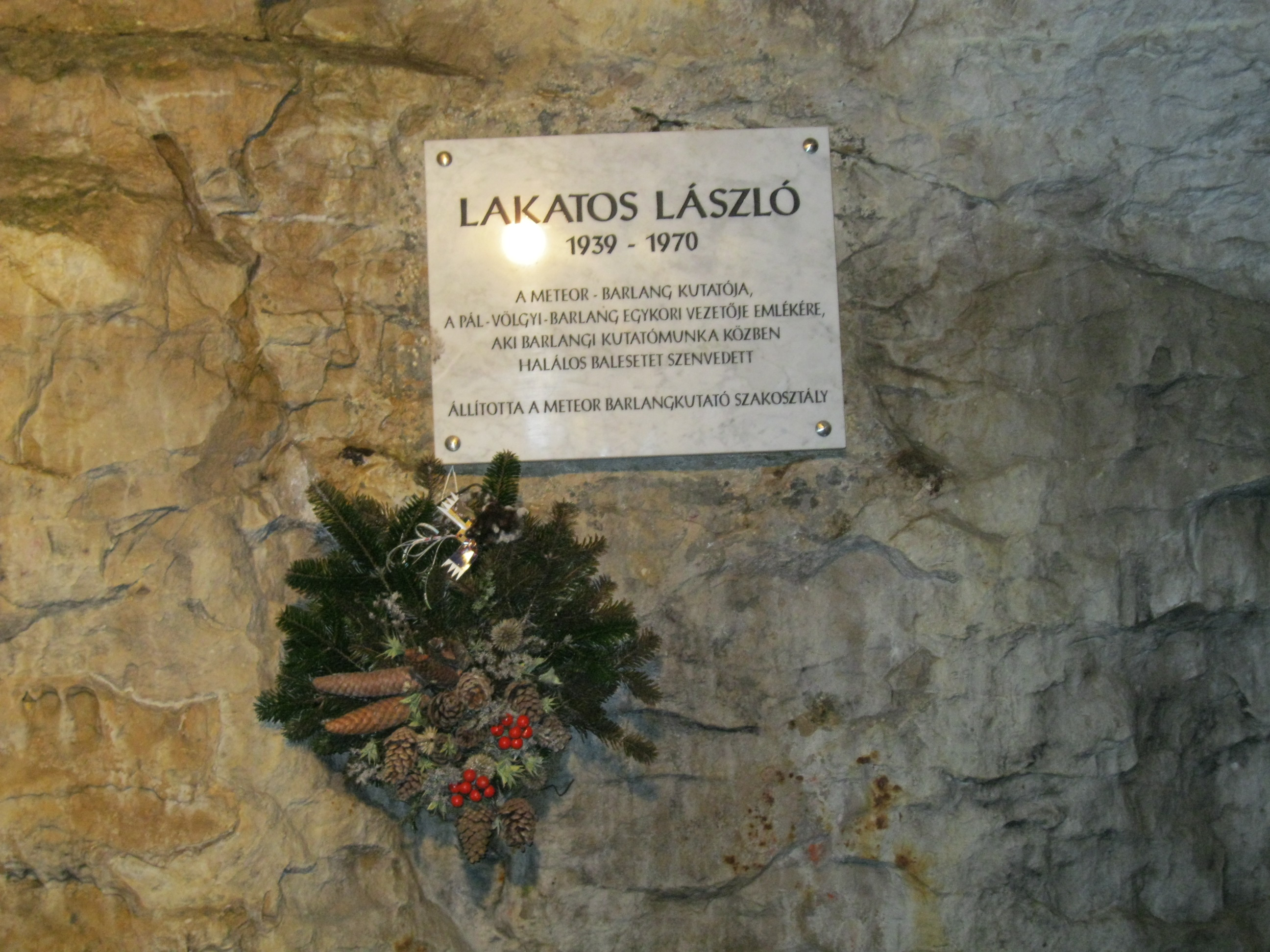
Lakatos László emléktáblája a Pál-völgyi-barlangban

Az 1980. évi Karszt és Barlang 1. félévi számában publikálva lett, hogy a kiemelt jelentőségű Meteor-barlang az 5400-as barlangkataszteri területen (Gömör–Tornai-karszt és Cserehát hegység) helyezkedik el. A barlangnak 5450/1. a barlangkataszteri száma. Az MKBT Dokumentációs Bizottsága a helyszínen el fogja helyezni, a többi kiemelt jelentőségű barlanghoz hasonlóan, a barlang fémlapba ütött barlangkataszteri számát. A barlangkataszteri szám beütéséhez alapul szolgáló fémlap ugyanolyan lesz mint a többi kiemelt jelentőségű barlang fémlapja.
1982-ben a Vörös Meteor TE Központi Barlangkutató Csoportnak volt kutatási engedélye a barlang kutatásához. 1982. július 1-től az Országos Környezet- és Természetvédelmi Hivatal elnökének 1/1982. (III. 15.) OKTH számú rendelkezése (1. §. és 3. §., illetve 5. sz. melléklet) értelmében az Aggteleki-karsztvidéken lévő Meteor-barlang fokozottan védett barlang. Az 1982. szeptember–októberi MKBT Műsorfüzetben meg van említve, hogy az Aggteleki-karsztvidéken található Meteor-barlang fokozottan védett barlang. A felsorolásban a barlangnevek az MKBT által jóváhagyott és használt helyesírás szerint, javított formában lettek közölve. A Magyar Karszt- és Barlangkutató Társulat 1982-es Országos Vándorgyűlésén az egyik túracélpont volt.
Az 1984-ben megjelent, Magyarország barlangjai című könyvben részletesen le van írva a barlang. A könyvben van egy Magyarország térkép, amelyen a Magyarországon lévő, biológiailag kutatott barlangok földrajzi elhelyezkedése figyelhető meg. A térképen látható a biológiailag részletesen feldolgozott Meteor-barlang földrajzi elhelyezkedése. Az országos barlanglistában szerepel az Aggteleki-karszton lévő barlang Meteor-barlang néven Kis-vizes-töbri víznyelőbarlang névváltozattal. A listához kapcsolódóan látható az Aggteleki-karszt és a Bükk hegység barlangjainak földrajzi elhelyezkedését bemutató 1:500 000-es méretarányú térképen a barlang földrajzi elhelyezkedése. A könyv elülső borítóján van egy fénykép, amelyen a barlang egyik cseppköves része látható és a kiadványban publikálva lett egy fénykép a Titánok-csarnokáról, valamint egy színes fénykép a barlang cseppköveiről. Az 1986. évi Karszt és Barlangban megjelent bibliográfia regionális bibliográfia részében szerepel a barlang Meteor-barlang néven. Az összeállítás szerint a Karszt és Barlangban publikált írások közül 4 foglalkozik a barlanggal.
Az 1987. december 31-i állapot alapján Magyarország 31. leghosszabb barlangja az 5450/1 barlangkataszteri számú, 650 m hosszú Meteor-barlang. Az összeállítás szerint az 1977. évi Karszt és Barlangban közölt hosszúsági listában a barlang kb. 500 m hosszú. Szilágyi F. írásbeli közlése a VMTE 1987. évi felmérése alapján, hogy a barlang 600–700 m hosszú. Az 1987. december 31-i állapot alapján Magyarország 9. legnagyobb függőleges kiterjedésű barlangja az 5450/1 barlangkataszteri számú, 131,3 m függőleges kiterjedésű Meteor-barlang. Az összeállítás szerint az 1977. évi Karszt és Barlangban közölt mélységi listában a barlang 131,7 m mély.
Az 1989. évi Karszt és Barlangban lévő, Magyarország barlangjai című összeállításban szó van arról, hogy az Alsó-hegy legnagyobb kiterjedésű barlangja a 650 m hosszú Meteor-barlang, amely egy időszakos víznyelő kibontásával, 1961-ben lett feltárva. A lépcsőzetesen mélyülő barlang alsó részén húzódik Magyarország egyik legnagyobb barlangterme, a Titánok csarnoka. A hatalmas állócseppkövekkel és cseppkőoszlopokkal, heliktitekkel díszített terem alapterülete: 90 m hosszú és átlag 30 m széles. A publikációban lévő 1. ábrán (Magyarország térkép) be van mutatva a barlang földrajzi elhelyezkedése. A folyóirat 1989. évi különszámában napvilágot látott ennek az utóbbi tanulmánynak az angol nyelvű változata (The caves of Hungary). Ebben a tanulmányban Meteor Cave a barlang neve. Az angol nyelvű tanulmányhoz mellékelve megjelent egy olyan lista, amelyben Magyarország leghosszabb, és egy olyan lista, amelyben Magyarország legmélyebb barlangjai vannak felsorolva. A két felsorolás szerint az Aggteleki-karszton fekvő, 650 m hosszú és 131 m mély Meteor-barlang (Meteor Cave) 1988-ban Magyarország 31. leghosszabb és 9. legmélyebb barlangja. (1977-ben a barlang 500 m hosszú és 132 m mély volt.)
1990-ben a VMTE Központi Barlangkutató Csoportnak volt kutatási engedélye a barlang kutatásához. Az 1993. március–áprilisi MKBT Műsorfüzetben megjelent, hogy a KTM Természetvédelmi Hivatal egy plakátsorozat megjelenését tervezte, amelyen a magyarországi fokozottan védett barlangok szerepelnek, és ehhez diákat keresett. Előkészítés alatt állnak az Aggteleki-karszt fokozottan védett barlangjairól és a közeljövőben fokozottan védett barlangjairól készült plakátok, köztük a Meteor-barlangot ábrázoló is. A MAFC Barlangkutató Csoport által szervezett 1994. december 27-e és 1995. január 1-je között tartott nemzetközi barlangász tábor alatt az egyik túracélpont volt.
Az Aggteleki-karszt és a Szlovák-karszt többi barlangjával együtt 1995 óta a világörökség része. 1995-ben az Aggteleki Nemzeti Park Igazgatósága a barlang aknáiba vaslétrákat helyezett el a közlekedés megkönnyítése miatt. A Nyerges Attila által 1997-ben készített szakdolgozat szerint a 131 m mély Meteor-barlang az Alsó-hegy magyarországi részének harmadik legmélyebb barlangja. 1998-ban a BEAC barlangkutatói elkészítették a barlang alaprajz térképét. 1998. május 14-től a környezetvédelmi és területfejlesztési miniszter 13/1998. (V. 6.) KTM rendelete szerint az Aggteleki Nemzeti Park Igazgatóság illetékességi területén található Meteor-barlang az igazgatóság engedélyével látogatható. 2001. május 17-től a környezetvédelmi miniszter 13/2001. (V. 9.) KöM rendeletének értelmében az Aggteleki-karsztvidék területén lévő Meteor-barlang fokozottan védett barlang. Egyidejűleg a fokozottan védett barlangok körének megállapításáról szóló 1/1982. (III. 15.) OKTH rendelkezés hatályát veszti.
A 2003-ban kiadott, Magyarország fokozottan védett barlangjai című könyvben található barlangismertetés szerint a Meteor-barlang hossza 1672 m, függőleges kiterjedése 127 m és vízszintes kiterjedése 167 m. A könyvben lévő, Egri Csaba és Nyerges Attila által készített hosszúsági lista szerint az Aggteleki-karszton lévő és 5452-1 barlangkataszteri számú Meteor-barlang Magyarország 24. leghosszabb barlangja 2002-ben. A 2002-ben 1673 m hosszú barlang 1977-ben 500 m és 1987-ben 650 m hosszú volt. A könyvben található, Egri Csaba és Nyerges Attila által készített mélységi lista szerint az Aggteleki-karszton lévő és 5452-1 barlangkataszteri számú Meteor-barlang Magyarország 14. legmélyebb barlangja 2002-ben. A 2002-ben 127 m mély barlang 1977-ben 132 m és 1987-ben 131 m mély volt.
A 2005-ben napvilágot látott, Magyar hegyisport és turista enciklopédia című kiadványban önálló szócikke van a barlangnak. A szócikk szerint a Meteor-barlang az Aggteleki-karszton található és fokozottan védett természeti érték. Az Alsó-hegyen, 415 m tszf. magasságban, sziklafal tövében van a bejárata. A Vörös Meteor SE barlangkutatói a Kis-Vizes-töbör víznyelőjének kibontásával 1961-ben tárták fel az 1672 m hosszú, 127 m mély és 167 m vízszintes kiterjedésű, időszakosan aktív üregrendszert. Bár a vizsgálatok gyorsan kimutatták a 237 m-rel mélyebben fakadó Vecsem-forrás és a barlang közötti kapcsolatot, de még nem vezettek eredményre a kutatások, melyeket mindkét irányból végeztek. Triász mészkőben keletkeztek a néhány helyen omladékos, aknákkal tagolt járatok.
A lépcsőzetesen mélyülő barlang alsó részén helyezkedik el Magyarország egyik legnagyobb barlangterme, a 90 m hosszú és 20–30 m széles Titánok csarnoka. A termet látványossá teszik a hatalmas állócseppkövek és cseppkőoszlopok (Titánok), illetve a bambuszcseppkövek és szalmacseppkövek, cseppkőlefolyások, cseppkőzászlók, cseppkőfüggönyök, cseppkőmedencék szín- és formagazdagsága, valamint a heliktitek tömeges megjelenése. Engedéllyel, a kijelölt útvonalon látogatható a lezárt barlang. Alapfelszereléssel és mászótudással járható. Vaslétra könnyíti meg a közlekedést az aknákban. Dénes György szócikke szerint Dénes Györgyhöz kötődik a Meteor-barlang feltárása. Lakatos László szócikkében meg van említve, hogy Lakatos László 1969. novemberben a Meteor-barlangban lezuhant a Titánok csarnokából az Agyagosba vezető hágcsóról, és két hónap múlva belehalt fejsérüléseibe.
2005. szeptember 1-től a környezetvédelmi és vízügyi miniszter 22/2005. (VIII. 31.) KvVM rendelete szerint az Aggteleki Nemzeti Park Igazgatóság működési területén található Meteor-barlang a felügyelőség engedélyével látogatható. 2005. szeptember 1-től a környezetvédelmi és vízügyi miniszter 23/2005. (VIII. 31.) KvVM rendelete szerint az Aggteleki-karsztvidéken lévő Meteor-barlang fokozottan védett barlang. 2007. március 8-tól a környezetvédelmi és vízügyi miniszter 3/2007. (I. 22.) KvVM rendelete szerint az Aggteleki Nemzeti Park Igazgatóság működési területén lévő Meteor-barlang az igazgatóság engedélyével tekinthető meg.
2013. július 19-től a vidékfejlesztési miniszter 58/2013. (VII. 11.) VM rendelete szerint a Meteor-barlang (Aggteleki Nemzeti Park Igazgatóság működési területe) az igazgatóság hozzájárulásával látogatható. A 2012–2014. évi Karszt és Barlangban közölve lett, hogy a turistáknak kiépített Meteor-barlangot 2012-ben 32 fő, 2013-ban 0 fő, 2014-ben 8 fő látogatta meg overállos barlangtúrán. 2015. november 3-tól a földművelésügyi miniszter 66/2015. (X. 26.) FM rendelete szerint a Meteor-barlang (Aggteleki-karsztvidék) fokozottan védett barlang. A 2017-ben rendezett 61. Barlangnapon az egyik túracélpont volt. A 2017 novemberében megjelent Földalatti Magyarország Naptár 2018 augusztusi oldalán a barlang egyik részlete látható. A fényképet Egri Csaba készítette.
Az Alsó-hegy karsztjelenségeiről szóló, 2019-ben kiadott könyvben az olvasható, hogy a Meteor-barlang (Kis-vizes-töbri víznyelőbarlang) 1672 m hosszú és 127 m mély. A barlang azonosító számai: Szlovákiában 011, Magyarországon 5452/1. A könyvben publikálva lett a barlang 1998-ban készült alaprajz térképe. A barlangot 1998-ban a BEAC mérte fel, majd 1998-ban a BEAC a felmérés alapján megrajzolta a barlang térképét. A térképet 2017-ben Luděk Vlk digitalizálta. Megjelent két színes fénykép a könyvben, amelyek bemutatják a barlangot. Az egyiken a barlangban található Titánok csarnoka látható, a másikon a barlangban lévő képződmények figyelhetők meg. A kiadványhoz mellékelve lett az Alsó-hegy részletes térképe. A térképet Luděk Vlk, Mojmír Záviška, Ctirad Piskač, Jiřina Novotná, Miloš Novotný és Martin Mandel készítették. A térképen, amelyen fekete ponttal vannak jelölve a barlangok és a zsombolyok, látható a Meteor-barlang (5452/1, 011) földrajzi elhelyezkedése.
A 2021. évi MKBT Tájékoztatóban megjelent helyesbítés szerint a 2020. évi MKBT Tájékoztatóban közölt információ hibás, mert a Pócsakői-víznyelőben elnyelődő víz nem a Meteor-barlangban lévő Meteor-forrásban, hanem a Vecsem-forrásban jelenik meg. 2021. május 10-től az agrárminiszter 17/2021. (IV. 9.) AM rendelete szerint a Meteor-barlang (Aggteleki Nemzeti Park Igazgatóság működési területe) az igazgatóság engedélyével látogatható. A 13/1998. (V. 6.) KTM rendelet egyidejűleg hatályát veszti.

## Látogatási statisztika
A Meteor-barlang látogatóinak száma évenként:
| év              | 2006 | 2007 | 2008 | 2009 | 2010 | 2011 | 2012 | 2013 | 2014 | 2015 | 2016 | 2017 | 2018 |
| látogatók száma | –    | 20   | 49   | 36   | 62   | 55   | 32   | 0    | 8    | 28   | 45   | 0    | 0    |

## További irodalom
- Hazslinszky Tamás: Az északborsodi Alsóhegy karsztjának néhány hidrográfiai kérdése. Hidrológiai Közlöny, 1965. (45. évf.) 6. sz. 259–265. old.